# Denis Alexandrowitsch Lebedew
Denis Alexandrowitsch Lebedew (russisch Денис Александрович Лебедев; * 14. August 1979 in Stary Oskol) ist ein russischer Profiboxer. Er ist ehemaliger Weltmeister der WBA und IBF im Cruisergewicht.

## Amateurkarriere
Lebedew boxte im russischen Nationalteam und wurde 1997 in Birmingham Junioren-Europameister im Mittelgewicht. Er gewann dabei gegen Michele Aramini aus Italien, Gabrid Orudschiew aus Aserbaidschan und Hasan Kılıç aus der Türkei jeweils vorzeitig sowie im Finale nach Punkten gegen György Hídvégi aus Ungarn.
1998 gewann er eine Bronzemedaille im Halbschwergewicht bei den Goodwill Games in New York City. Durch einen Sieg gegen den polnischen Boxer Tomasz Borowski zog er ins Halbfinale ein, in dem er dem US-Meister Olanda Anderson nach Punkten unterlag.

## Profikarriere
Ab Februar 2001 boxte er als Profi und wurde zweimal Russischer Meister im Halbschwergewicht. Nach einem vorzeitigen Sieg gegen den Kubaner Eliseo Castillo (20:2), ehemaliger Gegner von Wladimir Klitschko und späterer Nordamerika-Meister der WBO, gewann er im Juli 2009 mit einem t.K.o.-Sieg in der dritten Runde gegen den ehemaligen WBO-Weltmeister Enzo Maccarinelli (29:3) den Interkontinentalen Meistertitel der WBO im Cruisergewicht.
Er verteidigte den Titel anschließend jeweils vorzeitig gegen Ali Ismailow (16:2) sowie Ignacio Esparza (16:1) und stellte sich in Schwerin einer WM-Titeleliminierung der WBO, die er im Juli 2010 durch K. o. in der zweiten Runde gegen Alexander Alexejew (19:1) gewann. Damit durfte er am 18. Dezember 2010 in Berlin gegen WBO-Titelträger Marco Huck (30:1) antreten, verlor diese Begegnung jedoch umstritten nach Punkten (Split Decision). Huck erlitt bereits in der vierten Runde eine Rippenfraktur und konnte nur mit aggressiven Angriffen gegen den technisch überlegeneren Russen punkten. Zwei der Punktrichter sahen Huck mit 115:113 vorne, während der dritte Punktrichter den Kampf 116:112 für Lebedew wertete.
Doch schon am 21. Mai 2011 besiegte er in Moskau den US-Amerikaner Roy Jones junior (54:7), den ehemals Pound for pound besten Boxer der Welt durch K. o. in der zehnten Runde. Durch einen einstimmigen Punktsieg im November gegen James Toney (73:6) wurde er Interims-WBA-Weltmeister im Cruisergewicht. Im April 2012 gewann er durch K. o. in der zweiten Runde gegen Shawn Cox (16:1) aus Barbados.
Im Oktober 2012 beschloss die WBA nach einer dreitägigen Konvention, Interimsweltmeister Denis Lebedew zum neuen regulären WBA-Weltmeister zu ernennen. Die Entscheidung wurde damit begründet, dass der bisherige Weltmeister Guillermo Jones seine freiwillige Titelverteidigung gegen den Ranglistenfünfzehnten Andres Taylor wegen einer angeblichen Verletzung abgesagt hatte. Jones, der seit 2008 Weltmeister war, galt als extrem unzuverlässig und hatte seinen Titel seither nur zweimal verteidigt.
Am 17. Dezember 2012 verteidigte Lebedew den WM-Gürtel gegen den Kolumbianer Santander Silgado (23:0) durch K. o. in der vierten Runde.
In seiner zweiten Titelverteidigung am 17. Mai 2013 in Moskau traf er schließlich doch noch auf Guillermo Jones und unterlag diesem durch K. o. in der elften Runde. Am 18. Oktober 2013 gab WBA bekannt, dass in Jones’ Blut Dopingspuren festgestellt wurden. Jones’ Sieg wurde annulliert und der Titel ging zurück an Lebedew.
Am 27. September 2014 besiegte er Pawel Kolodziej (33:0) durch K. o. in der zweiten Runde. Im April 2015 schlug er Youri Kalenga (21:1) nach Punkten. Im November 2015 folgte ein vorzeitiger Sieg gegen Lateef Kayode (21:0). Im Mai 2016 besiegte er Victor Emilio Ramírez (22:2) in der zweiten Runde und wurde dadurch zusätzlich IBF-Titelträger.
Am 3. Dezember 2016 verlor er seinen IBF-Titel in Moskau durch eine Split Decision an Murat Gassijew (23:0). Anschließend stieg er erst am 9. Juli 2017 wieder in den Ring und besiegte Mark Flanagan (22:4) beim Kampf um die WBA-Weltmeisterschaft einstimmig nach Punkten.
Im Februar 2018 verlor er kampflos den WBA-Titel. Anschließend besiegte er in diesem Jahr Hizni Altunkaya (30-2) und Mike Wilson (19-0). Im Dezember 2019 unterlag er nach Punkten gegen Thabiso Mchunu (21-5).